# Платонов, Олег Анатольевич
Оле́г Анато́льевич Плато́нов (род. 11 января 1950, Свердловск, РСФСР, СССР) — российский экономист, писатель и демограф, доктор экономических наук.
Известен также как националистический публицист и общественный деятель. Директор общественной организации «Институт русской цивилизации». Член Союза писателей России. Автор конспирологических и псевдоисторических работ. Является одним из наиболее активных отрицателей Холокоста в России.

## Биография
В 1972 году окончил экономический факультет Московского кооперативного института.
После окончания института работал старшим научным сотрудником в отделе капиталистических стран Центрального статистического управления при Совете министров СССР, занимался социологией труда в США. С 1977 по 1990 год работал старшим, а затем ведущим научным сотрудником в Институте труда Госкомтруда СССР.
В 1977 году защитил кандидатскую диссертацию «Вопросы статистического изучения трудовых ресурсов, занятых в органах государственного управления США» ; 24 декабря 1992 года защитил докторскую диссертацию «Проблемы повышения качества трудовой жизни» (официальные оппоненты Д. Н. Карпухин, К. Г. Крупнов, С. М. Никитин).
Был близко знаком с митрополитом Санкт-Петербургским и Ладожским Иоанном (Снычёвым) (1927—1995).
В 1995 году организовал научно-издательский центр «Русская цивилизация». С 1998 года — главный редактор издательства «Энциклопедия русской цивилизации».
С осени 1998 года Платонов приступил к осуществлению издания энциклопедии «Святая Русь. Большая энциклопедия Русского Народа», посвящённой памяти митрополита Иоанна (Снычёва), в которой предполагается выпустить более 20 томов (выпущены 10 томов), каждый из которых посвящён изучению определённой отрасли жизни русского народа. Одновременно был выпущен «Энциклопедический словарь русской цивилизации».
Член патриотической Ассоциации по комплексному изучению русской нации (АКИРН) под председательством профессора Е. С. Троицкого.
С 2014 года главный редактор газеты русской ультранационалистической направленности «Русский вестник».

## Деятельность

### Экономика
В работах Платонова исследовались проблемы качества трудовой жизни в России. Им был проанализирован американский опыт повышения качества трудовой жизни .
Платонов изучал связь культуры и экономики, исследовал православную трудовую этику, изучал влияние российского менталитета на развитие экономики. Платонов входит в число исследователей, которые «ставят вопрос о возможности устроения экономики на православных началах и говорят о важности идейно-религиозных установок и ценностей трудовой этики в России для её возрождения».
Социолог А. Ю. Кривенков относит Платонова к числу учёных, работы которых имели значение «для ретроспективного анализа опыта управления традиционными хозяйственными формами в России». Экономист Т. Н. Юдина писала, что «в исследованиях О. А. Платонова рассмотрены особенности экономики русской цивилизации, сделана попытка периодизации домостроительных идей и учений, разработана „хрестоматия“ по домостроительству».
Платонов исследовал тему постиндустриального развития и глобализма. Он считает глобализацию формой войны, которую ведут США по установлению господства в мире, и видит в глобализме в основном негативные последствия. По мнению Платонова, в гонке глобализма капиталистический мир непременно постигнет всеобщий экономический кризис, который обеспечит условия для перехода к социально-ориентированному обществу.
Также Платоновым исследовались проблемы акционерного предпринимательства, проблемы экономической безопасности и велись разработки методов измерения социальной защищённости.

### Философия
Платонов — приверженец воззрений русского философа И. А. Ильина. Платонов выступает за реализацию разработанной Ильиным концепции государственности, основанной на православии.
Платонов изучал вопросы взаимодействия экономики, политики и культуры, проблемы российской философии и культурологии хозяйства, проблемы российской цивилизации и «народного» своеобразия России, проблему кооперативности и кооперации в контексте цивилизационных подходов.

### Историческая тематика и конспирология
Платонов является представителем религиозно-православного направления в исследовании патриотизма. Издательство «Энциклопедия русской цивилизации», главным редактором которого является Платонов, выпустила «Энциклопедию Чёрная сотня», реабилитирующую движение черносотенцев.
В своих исследованиях Платонов изучал, в частности, тенденции в развитии мировой геополитической ситуации, проблему реставрации российского самодержавия, историко-культурное наследие казачества, влияние общинного образа жизнедеятельности на формирование менталитета мордовского этноса, обстоятельства смерти бывшего царя Николая II.
В издании «Святая Русь. Большая энциклопедия Русского Народа» Платонов, заявляя о своей православной позиции, положительно характеризовал славянское язычество и писал, что в нём выработалось единобожие — вера в «Бога Рода», благодаря чему славянам было не трудно принять христианство, которое принесло им «настоящее религиозное сознание», а язычество органично вписалось в православие.
«Институт русской цивилизации» Платонова продвигает, в частности, работы Хьюстона Чемберлена, одного из авторов «арийской» расовой теории. Чемберлен назван «видным английским ученым», его труды рекомендуются как входящие в «золотой фонд мировой науки».
В книге «Святая Русь и окаянная нерусь» (2005) Платонов применяет понятие «нерусь» для обозначения «совокупности деятельных врагов русского народа и России». Книга входит в состав сочинения «История русского народа в XX веке», согласно автору, «раскрывающего» роль, которую сыграли в «российских потрясениях и нестроениях» в начале XX века различные социальные, национальные, классовые, вероисповедные и другие сообщества. Согласно Платонову, деятельные враги «Святой Руси» представлены широким перечнем: франкмасоны, сионисты, интеллигенция, дворяне, космополиты, социалисты, бюрократы, западники, левые политические террористы, нигилисты, атеисты, богоискатели, экуменисты, сектанты, националисты из «нерусских областей империи», евреи, капиталисты, иностранные политики, либералы, розенкрейцеры, коммунисты, марксисты, большевики, эсеры, провокаторы и др.
Один из тезисов публикаций Платонова — существование «жидомасонского заговора» против русского народа. Его многотомные работы на эту тему публиковались в том числе в издательстве «Энциклопедия русской цивилизации».
Своей целью Платонов считает «разоблачение» «заговора масонов и иудеев», которые стремятся к мировому господству. Он утверждает, что «только опираясь на Новый Завет… можно победить иудаизм и масонство». Этой теме он посвятил ряд книг, изданных в серии «Терновый венец России», где изложены представления об истории и современном мире, популярные в среде православных монархистов. Платонов считает себя продолжателем дела митрополита Иоанна (Снычева), по его словам, рассказавшего ему о «богоборчестве иудеев» и «вредоносности Талмуда». Митрополит поддержал его борьбу с «тайной беззакония» и дал благословение на продолжение исследований «тайных сил иудаизма, масонства и сатанизма». В издании «Святая Русь. Большая энциклопедия Русского Народа» Платонов писал, что иудаизм несёт смертельную угрозу славянам. В издании утверждается, что «тайной иудейской сектой» осуществлялись «ритуальные убийства». Негативно характеризуется Запад, поскольку он покорился «талмудической иудейской идеологии». Платонов писал о «ритуальных убийствах», осуществлявшихся «тайной иудейской сектой».
Основная идея пятого тома серии «Терновый венец России» под названием «Тайна беззакония: иудаизм и масонство против Христианской цивилизации», написанного в 1995—1998 годах, заключается в анализе борьбы антихриста и Христа, следуя указаниям митрополита Иоанна (Снычёва), который усматривал в этом подлинную причину «антагонизма Запада и России». Этот подход сводит историю человечества к борьбе иудаизма и христианства. Запад уже покорился иудаизму, тогда как истинное христианство хранит лишь русское православие, в чём заключена причина несовместимости «русской цивилизации» с «западной» — «иудейско-масонской», которая является «воплощением Сатаны». В наши дни человечество вступило на последнюю ступень земного существования, далее последует предсказанный Писанием приход антихриста. Платонов исходит из идеи инволюции и определяет современность как «мировую духовную катастрофу» человечества, оставившую в прошлом «золотой век». Люди оказались недостойны спасительной жертвы Христа. Мир вступил в эпоху апостасии и события, которые предсказал Иоанн Богослов, вскоре свершатся. Вокруг наблюдается лишь буйство «сатанинских сил» и «тайна беззакония». Только «удерживающий» в лице России, возглавляемой православным монархом до времени мешал проходу «сил зла».
Проведение Хануки в Кремле в декабре 1991 году Платонов назвал «страшным преступлением против русского народа — ритуальным осквернением великой русской святыни».
Платонов (1991) активно разрабатывал версию о гибели царской семьи как «ритуальном убийстве» евреями и наличии «доказывающей» это «каббалистической надписи» в доме Ипатьевых, где было совершено убийство. Платонов проводил последовательную связь «ритуальных убийств», с точки зрения радикалов, имевших место в русской истории (мученик Евстратий Печерский, царевич Дмитрий, Андрей Ющинский и др.).
В 1997 году Платонов первым из российских отрицателей Холокоста принял участие в ежегодной конференции американского «Института пересмотра истории» и в том же году вошёл в состав редколлегии журнала Journal of Historical Review. В 2002 году вместе с другими отрицателями Холокоста Юргеном Графом и Дэвидом Дюком организовал в Москве Международную конференцию по глобальным проблемам всемирной истории. Организаторами конференции стали издательство «Энциклопедия русской цивилизации» (Москва) и журнал Barnes Review (Вашингтон). Платонов противопоставляет «Русский Холокост» еврейскому как утверждение о массовых убийствах русских под руководством евреев и намёк на еврейский заговор с целью разрушения России, аналогичным образом делаются утверждения о «Холокосте казаков» евреями и т. п. «Институт пересмотра истории» опубликовал статью о «ревизионистском прорыве в России», описывая спецвыпуск газеты «Русский вестник» на тему отрицания Холокоста, Юргена Графа и Олега Платонова — как редакторов данного спецвыпуска, а также ряд других ревизионистских публикаций.

## Оценки
По мнению политолога Андреаса Умланда, ряд книг Платонова — это «политический пасквиль», для которых характерны «патологический антиамериканизм, бредовая конспирология, апокалипсические картины будущего мира и фантастические утверждения о грядущем новом рождении русской нации». По мнению Умланда, Платонов занимается «реанимацией классического русского антизападничества». Литовский историк, доцент Клайпедского университета Вигантас Варейкис оценил информацию о странах Балтии в издании «Великая энциклопедия русского народа» под редакцией Платонова как историческую фальшивку, в которой нет ни одного слова, соответствующего действительности, а самого Платонова назвал «психическим больным». По мнению Варейкиса, «Большая энциклопедия русского народа» — примитивное пропагандистское явление.
В ряде источников высказано мнение, что ряд публикаций Платонова являются шовинистическими и националистическими. Правозащитники Московского бюро по правам человека утверждали, что Александр Копцев, напавший с ножом на прихожан синагоги в Москве 11 января 2006 года, действовал в том числе под влиянием книг Платонова.
Платонов утверждает, что хасидские организации вместе с «Объединением в защиту евреев» организовали против него кампанию клеветы не только в России, но и в США и других странах мира. Он писал, что «выводы его исторических исследований, основанных на фактических материалах и архивных документах, не устраивали создателей исторических мифов, с помощью которых велось оболванивание сотен миллионов людей».

## Санкции
7 января 2023 года, на фоне вторжения России на Украину, Платонов попал в санкционный список Украины как «главный редактор пропагандистской газеты „Русский Вестник“», которая «на своём веб-сайте размещает материалы относительно „необходимости денацификации всех без исключения территорий Малороссии“».

## Уголовное преследование
Решениями Басманного районного суда города Москвы от 28 февраля 2017 года и Таганского районного суда города Москвы от 4 июня 2020 года книги Олега Платонова «Загадка сионских протоколов» (п. 4347), «Сионские протоколы в мировой политике» (п. 4413), «Россия и мировое зло» (п. 5076), «Ритуальные убийства» (5077), «Терновый венец России» (п. 5078), «Тайна беззакония» (5079), «Иудаизм и масонство» (п. 5080) признаны в Российской Федерации экстремистскими материалами и были внесены в Федеральный список экстремистских материалов.
В 2018 году совместно с православным активистом Валерием Ерчаком, оправдывающим опричный террор, Платонов проходил по делу о возбуждении национальной ненависти в связи со своей книгой о «Протоколах сионских мудрецов».
23 декабря 2020 года Пресненский районный суд Москвы приговорил Ерчака — к 3 годам лишения свободы условно, Платонова — к 4 годам лишения свободы условно с испытательным сроком в три года по пп. «б», «в» ч. 2 ст. 282 УК (возбуждение ненависти, совершенное в составе организованной группы с использованием служебного положения). По словам Платонова, поводом для возбуждения дела стало то, что он издал антисемитскую книгу Ерчака «Слово и дело Ивана Грозного» (п. 1381 Федерального списка экстремистских материалов).

## Публикации
Публикации Платонова, кроме перечисленных выше, включают:
- Олег Платонов. Царь Николай II / «Герои и антигерои Отечества» [Сборник] (1992)
- «Заговор цареубийц» (1996)
- «Николай II в секретной переписке» (1996)
- «Тайна беззакония. Иудаизм и масонство против христианской цивилизации» (1998)
- «Россия под властью криминально-космополитического режима» (1998)
- «Николай II. Жизнь и царствование» (1999)
- «Загадки Сионских протоколов» (7 изд.) (1999)
- «История цареубийства» (2001)
- «Пролог цареубийства» (2001)
- «Жизнь за царя: Правда о Григории Распутине» (3 изд.)
- «1000 лет русского предпринимательства» (1995)
- «Экономика русской цивилизации» (1995)
- «Почему погибнет Америка» (1999)
- Платонов О. А. Россия под властью масонов. — М.: Русский вестник, 2000. — 112 с. — 10 000 экз. — ISBN 5-85346-038-2. (обл.) (неск. изданий)
- «Бич Божий. Величие и трагедия Сталина» (2005)
- Платонов О. А. Тайное мировое правительство. Война против России. — М.: Алгоритм, 2006. — 352 с. — 4000 экз. — ISBN 5-9265-0242-X.
- «Терновый венец России: История русского народа в XX веке».
- Платонов О. А. Терновый венец России: История русского народа в XX веке. — 1997. — Т. 2.
- «Битва за Россию» (2010)
- «Русское сопротивление. Том 1: Война с антихристом» (2010)
- «Русское сопротивление. Том 2: Война с антихристом» (2010)
- «Русская экономика без глобализма»
- «Масонский заговор в России»
- «Россия и мировое зло»
- «Терновый венец России: Масонская галерея России»
- «Терновый венец России — 7. Тайная история масонства»
- «Россия и мировое зло»
- «Мифы и правда о погромах»
- «Конец Америки: Истоки мирового кризиса»

Работа Платонова «История русского народа в XX веке» включена издательством «Алгоритм» в книжную серию «Классика русской мысли».